# Baltimore Ravens
I Baltimore Ravens sono una squadra professionistica di football americano della National Football League con sede a Baltimora, nel Maryland. Competono nella North Division della American Football Conference. Giocano le loro gare interne all'M&T Bank Stadium, nel centro di Baltimora, dal 1998. Il quartier generale è all'Under Armour Performance Center di Owings Mills.
I Ravens nacquero nel 1996, quando l'allora proprietario dei Cleveland Browns, Art Modell, annunciò il suo piano di trasferire la franchigia a Baltimora. Come parte dell'accordo tra la lega e la città di Cleveland, a Modell fu richiesto di abbandonare il nome Browns, il record e la storia della squadra Cleveland per una sua possibile rifondazione. In cambio, gli fu concesso di portare i suoi giocatori a Baltimora, dove la squadra sarebbe stata legalmente riconosciuta come un expansion team. Il nome fu ispirato dal poema di Edgar Allan Poe Il Corvo, dal momento che Poe visse a Baltimore, morì e vi fu sepolto nel 1849, e dal nome dei Baltimore Orioles della Major League Baseball.
I Ravens hanno avuto un considerevole successo nella loro breve storia, raggiungendo i playoff nove volte a partire dal 2000, con due vittorie del Super Bowl (nel 2000 e 2012), due titoli AFC (2000 e 2012), sei titoli di division (2003, 2006, 2011, 2012, 2018 e 2019) e sono l'unica squadra ad avere partecipato a più di un Super Bowl ad avere vinto in tutte le sue apparizioni alla finalissima. L'organizzazione dei Ravens è guidata dal general manager Eric DeCosta dal 2019 ed ha avuto tre capi-allenatore: Ted Marchibroda, Brian Billick e John Harbaugh. Con una difesa da record nella stagione 2000, la squadra si è guadagnata una reputazione di puntare grandemente sul suo reparto difensivo, guidata da giocatori come il middle linebacker Ray Lewis, che, fino al suo ritiro, era considerato il "volto della franchigia" avendovi giocato per tutta la carriera.
La squadra è posseduta da Steve Bisciotti e al 2024, secondo la rivista Forbes, il valore dei Ravens è di circa 5 miliardi di dollari, ventiduesimi tra le franchigie della NFL.

## Storia

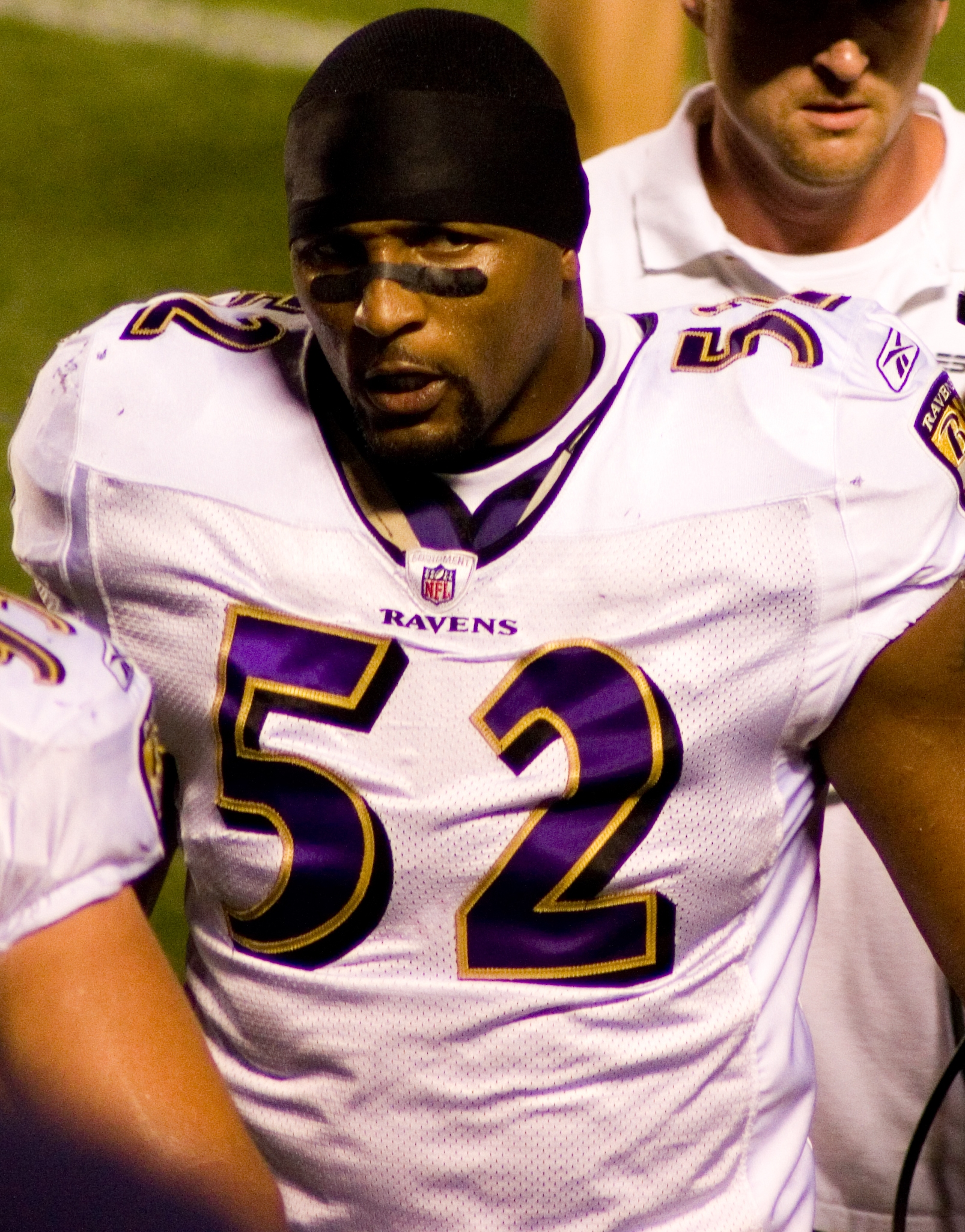
Ray Lewis vinse due Super Bowl coi Ravens.

I Baltimore Ravens nacquero nel 1996 col trasferimento dei Cleveland Browns nel Maryland. La squadra poté contare sui giocatori e i dirigenti dei Browns ma la storia della precedente franchigia rimase a Cleveland. Si trattò quindi, di fatto, di una nuova franchigia. Nel Draft NFL 1996, i Ravens, con due scelte al primo giro, scelsero due futuri Hall of Famer, l'offensive tackle Jonathan Ogden come quarto assoluto ed il linebacker Ray Lewis come 26°. La loro prima annata, sotto la guida dell'allenatore Ted Marchibroda, terminò con un record di 4-12. Dopo tre stagioni consecutive con record negativo, Marchibroda fu licenziato e sostituito con Brian Billick. Intanto il proprietario Art Modell, a causa di problemi finanziari, fu costretto a vendere la franchigia a Steve Bisciotti. Nel 2000, la squadra ottenne la sua prima qualificazione ai playoff, dove batté nell'ordine Tennessee Titans, Denver Broncos e Oakland Raiders. Nel Super Bowl XXXV, i Ravens, al loro quinto anno di vita, vinsero il loro primo titolo, con Ray Lewis che venne premiato come MVP.
Nel 2001 la squadra, con un record di 10-6, tornò ai playoff, ma fu eliminata al secondo turno. Nel Draft NFL 2002, i Ravens scelsero la safety Ed Reed, che sarebbe stata una delle colonne della difesa nel successivo decennio, ma quella stagione non centrò i playoff. Con un record di 10-6, nel 2003 la squadra vinse il suo primo titolo di division, ma fu subito eliminata nei playoff dai Titans. Dopo due annate in cui Baltimore non si qualificò per la post-season, nel 2006 terminò col miglior record della sua storia, 13-3. Qualificata direttamente al secondo turno di playoff, fu eliminata dagli Indianapolis Colts. Il 2007 invece terminò solo con un bilancio di 5-11, alla fine della quale, Billick si dimise da allenatore.

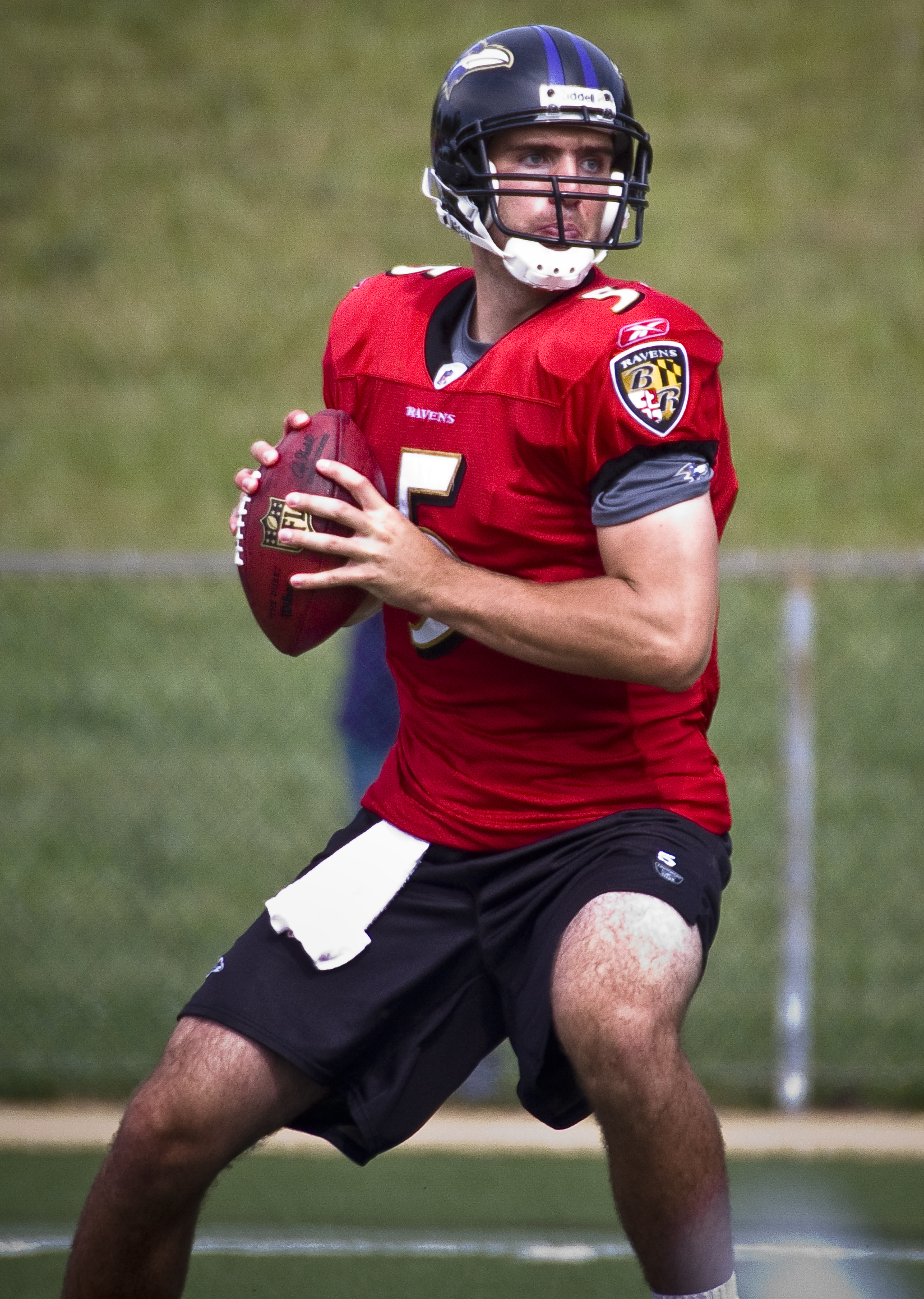
Joe Flacco condusse i Ravens alla loro seconda vittoria nel Super Bowl.

Nel 2008, John Harbaugh divenne il terzo allenatore della storia del club. Assieme a lui giunse con la scelta del primo giro il quarterback Joe Flacco, che portò subito la squadra alla finale della AFC, persa contro i rivali Pittsburgh Steelers. L'anno successivo, Baltimore raggiunse ancora i playoff come wild card, battendo i New England Patriots nel primo turno, venendo poi eliminata dai Colts. Nel 2010, malgrado un record di 12-4, furono gli Steelers a vincere la division, così i Ravens doverono giocare il primo turno di playoff, dove ebbero la meglio sui Kansas City Chiefs. La domenica successiva furono eliminati proprio dagli Steelers.
Nel 2011, i Ravens tornarono a vincere la propria division, battendo gli Houston Texans dopo essersi qualificati direttamente al secondo turno di playoff con un record di 12-4. La squadra arrivò a un passo dal Super Bowl, venendo eliminata dai Patriots nella finale della AFC dopo avere sbagliato il field goal del potenziale pareggio nei secondi finali. Nel 2012, la franchigia vinse per la prima volta due titoli di division consecutivi. Nel primo turno di playoff batté i Colts e nel secondo i favoriti Denver Broncos ai tempi supplementari. Di nuovo opposta ai Patriots nella finale della AFC, questa volta Baltimore vinse 28-13, qualificandosi per il Super Bowl XLVII a New Orleans, dove batté i San Francisco 49ers. Joe Flacco fu nominato miglior giocatore della gara, terminata con 287 yard passate, 3 passaggi da touchdown e nessun intercetto subito. Con la vittoria del secondo titolo si chiuse un'epoca per la franchigia col ritiro di Ray Lewis, l'ultimo giocatore rimasto dalla prima stagione della squadra, e col passaggio di Ed Reed ai Texans.
Nel 2013, i Ravens rinnovarono profondamente il proprio roster e con un record di 8-8, per la prima volta dal 2007 non raggiunsero i playoff. Vi tornarono l'anno seguente, venendo eliminati nel secondo turno di Patriots futuri campioni malgrado l'essere stati in vantaggio di 14 punti in due diversi momenti della gara.

## Apparizioni al Super Bowl
| Anno                     | Allenatore               | Super Bowl               | Città                    | Avversario               | Punteggio | Record |
| ------------------------ | ------------------------ | ------------------------ | ------------------------ | ------------------------ | --------- | ------ |
| 2000                     | Brian Billick            | XXXV                     | Tampa                    | New York Giants          | V 34-7    | 16-4   |
| 2012                     | John Harbaugh            | XLVII                    | New Orleans              | San Francisco 49ers      | V 34-31   | 14-6   |
| Totale Super Bowl vinti: | Totale Super Bowl vinti: | Totale Super Bowl vinti: | Totale Super Bowl vinti: | Totale Super Bowl vinti: | 2         | 2      |

## Risultati stagione per stagione
Questa è la lista delle ultime 5 stagioni dei Ravens

| Cronistoria dei Baltimore Ravens | Cronistoria dei Baltimore Ravens | Cronistoria dei Baltimore Ravens | Cronistoria dei Baltimore Ravens | Cronistoria dei Baltimore Ravens | Cronistoria dei Baltimore Ravens | Cronistoria dei Baltimore Ravens | Cronistoria dei Baltimore Ravens | Cronistoria dei Baltimore Ravens | Cronistoria dei Baltimore Ravens                       | Cronistoria dei Baltimore Ravens |                              |
| Stagione di lega                 | Stagione di squadra              | Lega                             | Conference                       | Division                         | Stagione regolare                | Stagione regolare                | Stagione regolare                | Stagione regolare                | Play-off                                               | Premi individuali                |                              |
| Stagione di lega                 | Stagione di squadra              | Lega                             | Conference                       | Division                         | Pos.                             | V                                | S                                | P                                | Play-off                                               | Premi individuali                |                              |
| -------------------------------- | -------------------------------- | -------------------------------- | -------------------------------- | -------------------------------- | -------------------------------- | -------------------------------- | -------------------------------- | -------------------------------- | ------------------------------------------------------ | -------------------------------- | ---------------------------- |
| 2015                             | 2015                             | NFL                              | AFC                              | North                            | 3                                | 5                                | 11                               | 0                                | non disputati                                          |                                  |                              |
| 2016                             | 2016                             | NFL                              | AFC                              | North                            | 2                                | 8                                | 8                                | 0                                | non disputati                                          |                                  |                              |
| 2017                             | 2017                             | NFL                              | AFC                              | North                            | 2                                | 9                                | 7                                | 0                                | non disputati                                          |                                  |                              |
| 2018                             | 2018                             | NFL                              | AFC                              | North                            | 1                                | 10                               | 6                                | 0                                | S Wild Card Game contro i Los Angeles Chargers (17-23) |                                  |                              |
| 2019                             | 2019                             | NFL                              | AFC                              | North                            | 1                                | 14                               | 2                                | 0                                | S Wild Card Game contro i Tennessee Titans (12-28)     |                                  |                              |
| Totale                           | Totale                           | Totale                           | Totale                           | Totale                           | Totale                           | 204                              | 163                              | 1                                | Record di stagione regolare                            | Record di stagione regolare      | Record di stagione regolare  |
| Totale                           | Totale                           | Totale                           | Totale                           | Totale                           | Totale                           | 15                               | 9                                |                                  | Record dei play-off                                    | Record dei play-off              | Record dei play-off          |
| Totale                           | Totale                           | Totale                           | Totale                           | Totale                           | Totale                           | 219                              | 172                              | 1                                | Stagione regolare e play-off                           | Stagione regolare e play-off     | Stagione regolare e play-off |

Legenda
- Vittoria nel Super Bowl (dal 1966)
- Vittoria nella lega (1920-1969)
- Vittoria nella Conference

- Vittoria nella Division
- Qualificazione al Wild Card Game (dal 1978)
- V = Vittorie

- S = Sconfitte
- P = Pareggi
- T = Posizione a pari merito

## Loghi e uniformi
Per le partite in casa la maglia è viola con ornamenti in oro metallico, il numero è bianco ed i pantaloni bianchi con strip nere e viola. Per le partite fuori casa la maglia è bianca con ornamenti in oro metallico il numero è viola ed i pantaloni sono bianchi con strip nere e viola. C'è anche una 3a uniforme per occasioni speciali, ha la maglia nera con ornamenti sempre in oro metallico, il numero è bianco ed i pantaloni neri con strip bianche e viola; la prima volta che è stata indossata è stato nel novembre del 2004 contro i Cleveland Browns per una partita trasmessa su ESPN. In tutte le uniformi è presente sulle spalle un altro logo dei Ravens, uno scudo con le iniziali della squadra alternate ai motivi oro-nero e fioronato bianco-rosso presenti nella bandiera del Maryland.
Il casco è nero con a lato una testa di corvo (Raven in inglese) in viola con il bordo in oro metallico, con la lettera "B" sovraimpressa in oro con il bordino bianco. Strisce viola salgono dalla maschera fino al centro del casco.

## Giocatori importanti

### Membri della Pro Football Hall of Fame
Fino alla classe 2019 sono sei i giocatori inseriti nella Pro Football Hall of Fame.
| Hall of Famer dei Baltimore Ravens |    |       |                |
| Anno                               | N° | Ruolo | Giocatore      |
| 2009                               | 26 | S     | Rod Woodson    |
| 2011                               | 82 | TE    | Shannon Sharpe |
| 2011                               | 37 | CB    | Deion Sanders  |
| 2013                               | 75 | OT    | Jonathan Ogden |
| 2018                               | 52 | LB    | Ray Lewis      |
| 2019                               | 20 | S     | Ed Reed        |

### Numeri ritirati
I Ravens ufficialmente non hanno ritirato alcun numero di maglia. Tuttavia, per una questione di rispetto nei confronti dell'ex quarterback dei Baltimore Colts Johnny Unitas solo un giocatore ha indossato il suo numero 19 (Scott Mitchell, 1999). Inoltre, a causa di O.J. Brigance, pochi giocatori hanno indossato il numero 57. Ad ogni modo, nessuno di questi due numeri è ritirato.

### Premi individuali
| MVP della NFL |               |       |
| Anno          | Giocatore     | Ruolo |
| 2019          | Lamar Jackson | QB    |
| 2023          | Lamar Jackson | QB    |

| MVP del Super Bowl |            |       |
| SB                 | Giocatore  | Ruolo |
| XXXV               | Ray Lewis  | LB    |
| XLVII              | Joe Flacco | QB    |

| Difensore dell'anno |               |       |
| Anno                | Giocatore     | Ruolo |
| 2000                | Ray Lewis     | LB    |
| 2003                | Ray Lewis     | LB    |
| 2004                | Ed Reed       | S     |
| 2011                | Terrell Suggs | LB    |

| Rookie difensivo dell'anno |                |       |
| Anno                       | Giocatore      | Ruolo |
| 1997                       | Peter Boulware | LB    |
| 2003                       | Terrell Suggs  | LB    |

### Record di franchigia
Carriera
| Record in carriera |               |        |
| Categoria          | Giocatore     | Numero |
| Yard passate       | Joe Flacco    | 32.639 |
| TD passati         | Joe Flacco    | 182    |
| Yard ricevute      | Derrick Mason | 5.777  |
| TD su ric.         | Todd Heap     | 41     |
| Yard corse         | Jamal Lewis   | 7.801  |
| TD su corsa        | Jamal Lewis   | 45     |

Stagionali
| Record stagionali |                 |        |      |
| Categoria         | Giocatore       | Numero | Anno |
| Yard passate      | Joe Flacco      | 4.317  | 2016 |
| TD passati        | Lamar Jackson   | 41     | 2024 |
| Yard ricevute     | Michael Jackson | 1.201  | 1996 |
| TD su ric.        | Michael Jackson | 14     | 1996 |
| Yard corse        | Jamal Lewis     | 2.066  | 2003 |
| TD su corsa       | Derrick Henry   | 16     | 2024 |

## La squadra
| Roster dei Baltimore Ravens |
| --- |
| Quarterback - 8 Lamar Jackson - 17 Josh Johnson Running Back - 26 Rasheen Ali - 22 Derrick Henry - 43 Justice Hill - 42 Patrick Ricard FB Wide Receiver - 15 Nelson Agholor - 7 Rashod Bateman - 4 Zay Flowers - 3 Deonte Harty - 81 Devontez Walker - 16 Tylan Wallace Tight End - 89 Mark Andrews - 88 Charlie Kolar - 80 Isaiah Likely Offensive Linemen - 71 Malaesala Aumavae–Laulu G - 66 Ben Cleveland G - 77 Daniel Faalele T - 74 Josh Jones T - 64 Tyler Linderbaum C - 65 Patrick Mekari T - 70 Roger Rosengarten T - 61 Nick Samac C - 79 Ronnie Stanley T - 72 Andrew Vorhees G Defensive Linemen - 98 Travis Jones DE - 92 Justin Madubuike DT - 58 Michael Pierce NT - 97 Brent Urban DE - 96 Broderick Washington Jr. DT Linebacker - 49 Chris Board ILB - 40 Malik Harrison ILB - 50 Adisa Isaac OLB - 90 David Ojabo OLB - 99 Odafe Oweh OLB - 95 Tavius Robinson OLB - 23 Trenton Simpson ILB - 0 Roquan Smith ILB - 53 Kyle Van Noy OLB Defensive Back - 5 Jalyn Armour-Davis CB - 24 Beau Brade SS - 14 Kyle Hamilton SS - 44 Marlon Humphrey CB - 39 Eddie Jackson FS - 28 Sanoussi Kane SS - 21 Brandon Stephens CB - 27 T.J. Tampa CB - 29 Ar'Darius Washington FS - 2 Nate Wiggins CB - 32 Marcus Williams FS Special Team - 46 Nick Moore LS - 11 Jordan Stout P - 9 Justin Tucker K Lista delle riserve - 59 Malik Hamm OLB (IR) - 56 Deion Jennings ILB (IR) - 45 Christian Matthew CB (IR) - 10 Arthur Maulet CB (IR-DRF) - 34 Keaton Mitchell RB (PUP) - 30 Trayvon Mullen CB (IR) - 86 Isaiah Washington WR (IR) - 36 Owen Wright RB (IR) Squadra di allenamento - 67 Corey Bullock T - 38 Chris Collier RB - 31 Bump Cooper Jr. CB - 12 Malik Cunningham WR - 76 Darrian Dalcourt G - 48 Joe Evans OLB - 25 Ka'dar Hollman CB - 83 Qadir Ismail TE - 33 John Kelly RB - 87 Keith Kirkwood WR - 13 Devin Leary QB - 6 Anthony Miller WR - 68 C.J. Ravenell DE - 51 Josh Ross ILB - 18 Dayton Wade WR Roster aggiornato al 29 agosto 2024 53 attivi, 7 inattivi, 15 nella squadra di allenamento |
| Legenda - I rookie sono in corsivo. - Il primo ruolo è il principale mentre gli eventuali successivi indicano i ruoli secondari. - (IR) sta per Injured Reserve ed indica la lista ristretta per un solo giocatore infortunato che può tornare ad allenarsi dopo la settimana 6 e a rientrare in prima squadra dopo che questa ha giocato 8 partite. - (NF-Inj.) / (NF-Ill.) stanno rispettivamente per Non-Football Injured e Non-Football Illness ed indicano le liste dove viene inserito un giocatore che ha un infortunio o una malattia non dipendente dal football americano. - (PUP) sta per Physically Unable to Perform ed indica la lista dove viene inserito un giocatore mentre è in attesa di recuperare la condizione fisica. Nella stagione regolare dopo la sesta partita giocata dalla propria squadra, il giocatore ha tempo tre settimane per riprendere ad allenarsi, più tre settimane aggiuntive dal suo rientro agli allenamenti per rientrare in prima squadra. |

## Staff

### Allenatori
| Legenda | Legenda                                                       |
| ------- | ------------------------------------------------------------- |
| PA      | Partite allenate                                              |
| V       | Vittorie                                                      |
| S       | Sconfitte                                                     |
| P       | Pareggi                                                       |
| V%      | Percentuale di vittorie                                       |
|         | Ha trascorso l'intera sua carriera da allenatore con i Ravens |

Note: Statistiche aggiornate a fine stagione 2024.
| Num.             | Nome            | Stagione/i    | PA                | V                 | S                 | P                 | V%                | PA      | V       | S       | Successi                                      | Ref. |
| Num.             | Nome            | Stagione/i    | Stagione regolare | Stagione regolare | Stagione regolare | Stagione regolare | Stagione regolare | Playoff | Playoff | Playoff | Successi                                      | Ref. |
| ---------------- | --------------- | ------------- | ----------------- | ----------------- | ----------------- | ----------------- | ----------------- | ------- | ------- | ------- | --------------------------------------------- | ---- |
| Baltimore Ravens |                 |               |                   |                   |                   |                   |                   |         |         |         |                                               |      |
| 1                | Ted Marchibroda | 1996-1998     | 48                | 16                | 31                | 1                 | .344              | —       | —       | —       |                                               |      |
| 2                | Brian Billick   | 1999-2007     | 144               | 80                | 64                | 0                 | .556              | 8       | 5       | 3       | Super Bowl XXXV                               |      |
| 3                | John Harbaugh   | 2008-presente | 276               | 172               | 104               | 0                 | .623              | 24      | 13      | 11      | Super Bowl XLVII NFL Coach of the Year (2019) |      |